# Маркуз, Сандрин
Сандрин Маркуз-Моро (фр. Sandrine Marcuz-Moreau, род. 31 июля 1978, Тулуза) — французская профессиональная велогонщица, выступавшая с 1999 по 2005 годы.

## Образование и карьера
Сандрин Маркуз-Моро получила степень бакалавра по географии (licence de géographie), что совпало с началом её профессиональной карьеры в велоспорте.
В 2001 году произошло серьёзное падение на Гранд Букль феминин, из-за которого она была прикована к постели на 45 дней. Несмотря на это, она восстановилась и продолжила соревнования.
В 2002 году она приняла участие в чемпионате мира в бельгийском Зольдере, в составе сборной Франции.
В 2003 года Маркуз-Моро перешла в итальянскую команду Michela Fanini, названную в честь погибшей велогонщицы и спонсируемую её отцом. Сандрин была единственной француженкой в команде, состоящей в основном из итальянок, датчанок и литовки. Ей пришлось выучить итальянский язык для общения с товарищами по команде.
Во время своей карьеры Сандрин также управляла школой велоспорта в Коломье, что позволяло ей выделять 20 часов в неделю на тренировки.

## Достижения
1999
9-я на Чемпионате Франции — групповая гонка
2000
8-я на Чемпионате Франции — групповая гонка
2001
3-я на Трофе де гримпёр
6-я на Чемпионате Франции — групповая гонка
2002
Грани де ла Бальме
3-я на Трофе де гримпёр
Тур де л’Од феминин
4-я на 8-м этапе
7-я в генеральной классификации
2-я в молодёжной классификации Гранд Букль феминин
6-я на Гран-при Плуэ — Бретань
2003
1-й этап Тур де л'Од феминин
3-я на Трофе де гримпёр
Тур де л’Од феминин
1-й этап
5-я на этапе 7b
8-я на Дуранго-Дуранго Эмакумин Сариа
6-я на этапе 3a Эмакумин Бира
9-я на Чемпионате Франции — групповая гонка
7-я на этапе 3a Джиро ди Тоскана — Мемориал Микелы Фанини
2004
3-я на Чемпионате Франции по шоссейному велоспорту — групповая гонка
Тур Бретани
6-я на 2-м этапе
7-я на 4-м этапе
3-я в генеральной классификации
10-я на Дуранго-Дуранго Эмакумин Сариа
10-я на этапе 3a Эмакумин Бира
2005
2-я на Чемпионате Франции по шоссейному велоспорту — групповая гонка
Эмакумин Бира
8-я на 1-м этапе
9-я на 2-м этапе

### Статистика выступления наГранд-турах
| Гонка / Год          | 2001 | 2002 | 2003 | 2004 | 2005 |
| -------------------- | ---- | ---- | ---- | ---- | ---- |
| Гранд Букль феминин  | DNF  | 16   | DNF  | —    | —    |
| Тур де л'Од феминин  | DNF  | 7    | 14   | 40   | 25   |
| Джиро д’Италия Донне | —    | —    | 26   | —    | —    |